# Solheim Cup
Solheim Cup er en populær golfturnering for kvinder, hvor Europa og USA spiller mod hinanden. Spillerne kvalificerer sig igennem nogle krav som bl.a. er placering på verdensranglisten. Derudover har den udvalgte kaptajn mulighed for at uddele to wildcards til spillere, som ikke har klaret at kvalificere sig, men alligevel kan være en styrke for holdet.
Turneringen spilles over fire dage over samme princip som herrenes Ryder Cup.

## Spillesteder og resultater
| År   | Bane                                          | Vindere | Vindere | Tabere | Tabere |
| 2011 | Killeen Castle, Irland                        | Europa  | 15      | USA    | 13     |
| 2009 | Rich Harvest Farms, Illinois                  | USA     | 16      | Europa | 12     |
| 2007 | Halmstad Golf Club, Sverige                   | USA     | 16      | Europa | 12     |
| 2005 | Crooked Stick Golf Club, Indiana              | USA     | 15½     | Europa | 12½    |
| 2003 | Barsebäck Golf & CC, Sverige                  | Europa  | 17½     | USA    | 10½    |
| 2002 | Interlachen Country Club, Minnesota           | USA     | 15½     | Europa | 12½    |
| 2000 | Loch Lomond Golf Club, Skotland               | Europa  | 14½     | USA    | 11½    |
| 1998 | Muirfield Village Golf Club, Ohio             | USA     | 16      | Europa | 12     |
| 1996 | Marriott St. Pierre Hotel, Wales              | USA     | 17      | Europa | 11     |
| 1994 | The Greenbrier, West Virginia                 | USA     | 13      | Europe | 7      |
| 1992 | Dalmahoy Hotel Golf & CC, Edinburgh, Skotland | Europa  | 11½     | USA    | 6½     |
| 1990 | Lake Nona Golf Club, Florida                  | USA     | 11½     | Europa | 4½     |

## Weblinks
- Wikimedia Commons har flere filer relateret til Solheim Cup
- Offizielle Website Solheim Cup

- Resultat Solheim Cup 2024